# The Dangermen Sessions Vol. 1
The Dangermen Sessions, Vol. 1 är ett coveralbum av det brittiska ska/popbandet Madness. Det släpptes 2005. Albumets framgångar blev en överraskning för många, det nådde deras högsta placering i Storbritannien sedan Keep Moving från 1984.

## The Dangermen
Madness uppträdde ibland under namnet "The Dangermen". Då spelades mest cover-versioner som bandet hade spelat tidigt i karriären, då under namnet "The Invaders". Chris Foreman finns med på albumen, men hade lämnat bandet innan albumet lanserades. Foreman återkom senare till bandet.
På albumomslaget finns information om Madness-medlemmarnas alter ego när de uppträder som "The Dangermen".
- Graham McPherson – Robert Chaos "The Poet", grundaren av "The Dangermen".
- Daniel Woodgate – Daniel Descartes, grundaren av "The Daniel Descartes Collective" som senare blev "The Dangermen".
- Chas Smash – "Jimmy Oooh", en kringresande sångare.
- Michael Barson – "The Professor", född i Mezőhegyes, Ungern och forskare i Sovjetunionen innan han började spela i "The Daniel Descartes Collective".
- Mark Bedford – Lester Bernham, sjöman som drev iland på Kuba med en basgitarr gjord av drivved.
- Lee Thompson – "Unnamed", vetenskapsman och saxofonist
- Christopher Foreman – Christofos Formantos, om vilken inget är känd.

## Låtlista
1. "This Is Where" (Chas Smash, Michael Barson, Mark Bedford, Graham McPherson) – 0:30
2. "Girl Why Don't You" (Cecil Campbell) – 3:05
3. "Shame & Scandal" (Lord Melody, Lancelot Pinard) – 2:52
4. "I Chase the Devil AKA Ironshirt" (Max Romeo, Lee Perry) – 3:20
5. "Taller Than You Are" (Joseph Abraham Gordon) – 2:27
6. "You Keep Me Hanging On" (Eddie Holland, Brian Holland, Lamont Dozier) – 3:09
7. "Dangermen A.K.A. High Wire" (Edwin Astley) – 2:42
8. "Israelites" (Desmond Dekker, Leslie Kong) – 3:03
9. "John Jones" (Derrick Harriot) – 3:28
10. "Lola" (Ray Davies) – 3:21
11. "You'll Lose a Good Thing" (Huey P. Meaux, Barbara Lynn Ozen) – 2:42
12. "Rain" (José Feliciano, Hilda Feliciano) – 2:56
13. "So Much Trouble In The World" (Bob Marley) – 3:44

## Originalversioner
- "Girl Why Don't You?", ursprungligen framförd av Cecil "Prince Buster" Campbell
- "Shame & Scandal", ursprungligen framförd av Sir Lancelot som "Scandal in the Family"
- "I Chase the Devil", ursprungligen framförd av Max Romeo
- "Taller Than You Are", ursprungligen framförd av Lord Tanamo
- "You Keep Me Hanging On", ursprungligen framförd av The Supremes
- "Dangermen A.K.A. High Wire" är en version av titelspåret till den brittiska TV-serien Danger Man, ursprungligen framförd av Bob Leaper & His Orchestra
- "Israelites" och "John Jones", ursprungligen framförda av Desmond Dekker & The Aces
- "Lola", ursprungligen framförd av The Kinks
- "You'll Lose a Good Thing", ursprungligen framförd av Barbara Lynn
- "Rain", ursprungligen framförd av José Feliciano
- "So Much Trouble in the World", ursprungligen framförd av Bob Marley och The Wailers

## Medverkande
Madness
- Graham McPherson – sång
- Chas Smash – sång
- Michael Barson – keyboard
- Mark Bedford – basgitarr
- Lee Thompson – saxofon
- Daniel Woodgate – trummor
- Christopher Foreman – gitarr

Bidragande musiker
- Steve Turner – saxofon
- Joe Auckland – trumpet
- Mike Kearsey – trombon
- Steve Dub – synthesizer, bakgrundssång
- Simon Wilcox – trumpet
- Dennis Bovell – timbaler
- Patrick Kiernan – violin
- Bugoslaw Kostecki – violin
- Julian Leaper – violin
- Perry Mason – violin
- Jackie Shave – violin
- Chris Tombling – violin
- Gavyn Wright – violin
- Warren Zielinski – violin
- Ellie Hajee – bakgrundssång
- Janet Kay – bakgrundssång
- Jamie Barson – bakgrundssång
- Timothy Barson – bakgrundssång
- Joey Barson – bakgrundssång